# Малий Подлог
Малий Подлог (словен. Mali Podlog) — поселення в общині Кршко, Споднєпосавський регіон, Словенія. Висота над рівнем моря: 156,3 м.